# Tipos de almacenamientos primarios
Dispositivo de almacenamiento es todo aparato que se utilice para grabar los datos de la computadora de forma permanente o temporal. Una unidad de disco, junto con los discos que graba, es un dispositivo de almacenamiento. 
A veces se dice que una computadora tiene dispositivos de almacenamiento primarios (o principales) y secundarios (o auxiliares). Cuando se hace esta distinción, el dispositivo de almacenamiento primario es la memoria de acceso aleatorio RAM de la computadora, un dispositivo de almacenamiento permanente pero cuyo contenido es temporal. El almacenamiento secundario incluye los dispositivos de almacenamiento más permanentes, como unidades de disco y de cinta.
La velocidad de un dispositivo se mide por varios parámetros: la velocidad máxima que es capaz de soportar, que suele ser relativa, en un breve espacio de tiempo y en las mejores condiciones; la velocidad media, que es la que puede mantener de forma constante en un cierto período, y, por último, el tiempo medio de acceso que tarda el dispositivo en responder a una petición de información debido a que debe empezar a mover sus piezas, a girar y buscar el dato solicitado. Este tiempo se mide en milisegundos (ms), y cuanto menor sea esta cifra más rápido será el acceso a los datos.

## Unidades de información
- Bit (Binary Digit o dígito binario): adquiere el valor 1 o 0 en el sistema numérico binario. En el procesamiento y almacenamiento informático un bit es la unidad de información más pequeña manipulada por el ordenador y está representada físicamente por un elemento como un único pulso enviado a través de un circuito, o bien como un pequeño punto en un disco magnético capaz de almacenar un 0 o un 1. La representación de información se logra mediante la agrupación de bits para lograr un conjunto de valores mayor que permite manejar mayor información. Por ejemplo, la agrupación de ocho bits componen un byte que se utiliza para representar todo tipo de información, letras del alfabeto y los dígitos del 0 al 9.

- Código ASCII (American Standard Code for Information Interchange o Código Estándar Americano para el Intercambio de Información): esquema de codificación que asigna valores numéricos a las letras, números, signos de puntuación y algunos otros caracteres. Al normalizar los valores utilizados para dichos caracteres, ASCII permite que los ordenadores o computadoras y programas informáticos intercambien información.

## Sistema binario
El sistema binario desempeña un importante papel en la tecnología de los ordenadores. Los primeros 20 números en el sistema en base 2 son 1, 10, 11, 100, 101, 110, 111, 1000, 1001, 1010, 1011, 1100, 1101, 1110, 1111, 10000, 10001, 10010, 10011 y 10100. Cualquier número se puede representar en el sistema binario, como suma de varias potencias de dos. 
Las operaciones aritméticas con números en base 2 son muy sencillas. Las reglas básicas son: 1 + 1 = 10 y 1 × 1 = 1. El cero cumple las mismas propiedades que en el sistema decimal: 1 × 0 = 0 y 1 + 0 = 1. La adición, sustracción y multiplicación se realizan de manera similar a las del sistema decimal: 
Puesto que sólo se necesitan dos dígitos (o bits), el sistema binario se utiliza en los ordenadores o computadoras. Un número binario cualquiera se puede representar, por ejemplo, con las distintas posiciones de una serie de interruptores. La posición "encendido" corresponde al 1, y "apagado" al 0. Además de interruptores, también se pueden utilizar puntos imantados en una cinta magnética o disco: un punto imantado representa al dígito 1, y la ausencia de un punto imantado es el dígito 0. Los biestables —dispositivos electrónicos con sólo dos posibles valores de voltaje a la salida y que pueden saltar de un estado al otro mediante una señal externa— también se pueden utilizar para representar números binarios. Los circuitos lógicos realizan operaciones con números en base 2. La conversión de números decimales a binarios para hacer cálculos, y de números binarios a decimales para su presentación, se realizan electrónicamente.

## Tipos de disco
- Unidad de disco: dispositivo electromecánico que lee y/o escribe en discos. Los principales componentes de una unidad de disco incluyen un eje sobre el que va montado el disco, un motor que lo hace girar cuando la unidad está en funcionamiento, uno o más cabezales de lectura/escritura, un segundo motor que sitúa dichos cabezales sobre el disco, y un circuito controlador que sincroniza las actividades de lectura/escritura y transmite la información hacia y desde el ordenador o computadora. Los tipos de unidad de disco más comunes son las disqueteras, o unidades de discos flexibles, los discos duros y los lectores de disco compacto.

- Disco compacto o CD: sistema de almacenamiento de información en el que la superficie del disco está recubierta de un material que refleja la luz. La grabación de los datos se realiza creando agujeros microscópicos que dispersan la luz (pits) alternándolos con zonas que sí la reflejan (lands). Se utiliza un rayo láser y un fotodiodo para leer esta información. Su capacidad de almacenamiento es de unos 650 MB de información (equivalente a unos 74 minutos de sonido grabado).

- CD-ROM (Compact Disc-Read Only Memory): estándar de almacenamiento de archivos informáticos en disco compacto. Se caracteriza por ser de sólo lectura. Otros estándares son el CD-R o WORM (permite grabar la información una sola vez), el CD-DA (permite reproducir sonido), el CD-I (define una plataforma multimedia) y el PhotoCD (permite visualizar imágenes estáticas).

- Disco: pieza redonda y plana de plástico flexible (disquete) o de metal rígido (disco duro) revestida con un material magnético que puede ser influido eléctricamente para contener información grabada en forma digital (binaria). En el caso de un disquete, la cabeza de lectura y escritura roza la superficie del disco, mientras que en un disco duro las cabezas nunca llegan a tocar la superficie.

Hasta hace poco los disquetes eran flexibles y algo grandes, 5,25 pulgadas de ancho y con capacidad de 360 kB, lo que hizo que desaparecieran rápidamente. En la actualidad son más pequeños (3,5 pulgadas), algo más rígidos y con capacidad de 1,44 MB. Aunque son unos dispositivos poco fiables, ya que les afecta la temperatura, el polvo, los golpes y los campos magnéticos, se siguen utilizando en nuestros días, y aunque su capacidad se haya quedado totalmente obsoleta seguirán sobreviviendo por bastante tiempo. 
En el caso del disco compacto la superficie del disco es un material que refleja la luz. La grabación de los datos se realiza creando agujeros microscópicos que dispersan la luz (pits) alternándolos con zonas que sí la reflejan (lands). Se utiliza un rayo láser y un fotodiodo para leer esta información.
- Disco duro: es un dispositivo compuesto por una o varias láminas rígidas de forma circular, recubiertas de un material que posibilita la grabación magnética de datos. Un disco duro normal gira a una velocidad de 3.600 rpm y las cabezas de lectura y escritura se mueven en la superficie del disco sobre una burbuja de aire de una profundidad de 10 a 25 millonésimas de pulgada. El disco duro va sellado para evitar la interferencia de partículas en la mínima distancia que existe entre las cabezas y el disco. Los discos duros proporcionan un acceso más rápido a los datos que los discos flexibles y pueden almacenar mucha más información. Al ser las láminas rígidas, pueden superponerse unas sobre otras, de modo que una unidad de disco duro puede tener acceso a más de una de ellas. La mayoría de los discos duros tienen de dos a ocho láminas. Actualmente, los tamaños son del orden de varios Gigabytes (de 8 a 120), su tiempo medio de acceso es muy bajo (algo menos de 20 milisegundos) y su velocidad de transferencia es tan alta que deben girar a más de 4.000 rpm.

La interfaz IDE es la más usado en ordenadores normales, debido a su buena relación prestaciones-precio. El estándar IDE fue ampliado por la norma ATA-2 en lo que se ha dado en denominar EIDE (Enhanced IDE o IDE mejorado), que acepta hasta cuatro dispositivos. En cada uno de los canales IDE debe haber un dispositivo maestro (master) y otro esclavo (slave). El maestro es el primero y se le suele asignar la letra C, mientras el esclavo suele ser el D. 
Los dispositivos IDE o EIDE como discos duros o CD-ROMs disponen de unos microinterruptores (jumpers), situados generalmente en la parte posterior o inferior de los mismos, que permiten seleccionar su carácter de maestro o esclavo. Las posiciones de los jumpers suelen indicarse en una pegatina en el disco, en los manuales o grabadas en la placa de circuito del disco duro, con las letras M (maestro) y S (esclavo). 
La velocidad del disco viene dado por su modo de acceso: modo PIO, que se activa mediante la BIOS y modo DMA, cuya ventaja es que libera al micro de gran parte del trabajo en la transferencia de datos y se lo asigna al chipset de la placa. 
Los discos duros SCSI (escasi) tienen la ventaja respecto a los IDE no en su mecánica, sino en que la transferencia de datos es más constante e independiente del trabajo del microprocesador, por ello se suelen utilizar en servidores y ordenadores que manejan multimedia y Autocad o al realizar una multitarea de forma intensiva. En resumidas cuentas, suelen ser una buena opción
- Datos: Q6147247